# Colletes schwarzi
Colletes schwarzi är en biart som beskrevs av Kuhlmann 2002. Colletes schwarzi ingår i släktet sidenbin, och familjen korttungebin. Inga underarter finns listade i Catalogue of Life.